# Parachironomus elodeae
Parachironomus elodeae är en tvåvingeart som först beskrevs av Henry Keith Townes, Jr. 1945.  Parachironomus elodeae ingår i släktet Parachironomus och familjen fjädermyggor. Inga underarter finns listade i Catalogue of Life.